# Pouce
Pouce war ein französisches Längenmaß und  die Bezeichnung für das alte Zoll. Das Maß teilte sich duodezimal, das heißt in 12 Line, den Linien mit je 2,256 Millimeter. 
- 1 Pouce = 2,707 Zentimeter
- 1 Pied de roi (königl. Fuß) = 12 Pouce
- 1 Toise (Klafter) = 6 Pied de roi = 72 Pouce